# Biscotto di fango

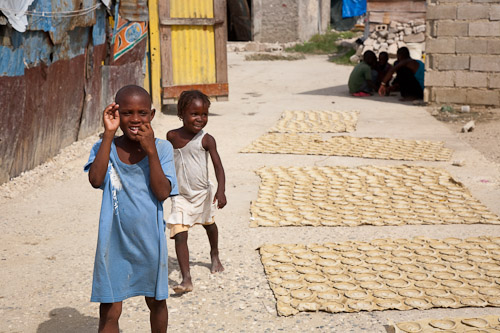
Biscotti di fango che si asciugano al sole

Un biscotto di fango (galette o tè bonbon in creolo haitiano) è un alimento che viene consumato ad Haiti, a volte durante la gravidanza. Possono essere trovati nelle baraccopoli come Cité Soleil. La terra viene raccolta dall'altopiano centrale della nazione, vicino alla città di Hinche, e trasportata al mercato (ad esempio il mercato La Saline) dove le donne la acquistano. La terra viene trasformata in biscotti nelle baraccopoli come Fort Dimanche. Innanzitutto, la terra viene filtrata per rimuovere rocce e grumi. Quindi, viene mescolata con sale e grasso animale o vegetale. Successivamente, il composto viene tagliato in dischi piatti e successivamente viene essiccato al sole. Il prodotto finito viene trasportato in secchi e venduto al mercato o per strada.
A causa del loro contenuto di minerali, i biscotti di fango venivano tradizionalmente utilizzati come integratore alimentare per donne incinte e bambini. Una piccola minoranza di haitiani ritiene che contengano calcio che potrebbe essere utilizzato come antiacido e per l'alimentazione, ma ciò è contestato dai medici che ritengono che i biscotti di fango causino carie, stitichezza e altre patologie più gravi.
Il gusto è stato descritto come una consistenza morbida che asciuga immediatamente la bocca con un retrogusto pungente di terra che persiste per ore.